# Журавлиное (Белгородская область)
Журавлиное — хутор в Яковлевском районе Белгородской области России.
Входит в состав городского поселения город Строитель.

## География
Расположен южнее хутора Редины Дворы и севернее хутора Жданов, граничит с обеими населёнными пунктами.
Рядом с хутором проходит федеральная автомагистраль М-2 «Крым».

### Улицы
- ул. Дубовая
- ул. Лесная
- ул. Озерная
- ул. Родниковая

## Население
| 2002 | 2010 |
| ---- | ---- |
| 90   | ↗95  |